# روي بوهم
روي بوهم (بالإنجليزية: Roy Boehm)‏ هو ضابط أمريكي، ولد في 9 أبريل 1924 في بروكلين في الولايات المتحدة، وتوفي في 30 ديسمبر 2008 في بونتا غوردا في الولايات المتحدة.